# Stretavka
Stretavka est un village de Slovaquie situé dans la région de Košice.

## Histoire
Première mention écrite du village en 1266.

## Démographie

### Évolution de la population
| Année:               | 1994. | 2004.    | 2014.   | 2024.    |
| -------------------- | ----- | -------- | ------- | -------- |
| Nombre de personnes: | 205   | 183      | 192     | 157      |
| Différence:          |       | -10,73 % | +4,91 % | -18,22 % |

| Année:               | 2023. | 2024.   |
| -------------------- | ----- | ------- |
| Nombre de personnes: | 154   | 157     |
| Différence:          |       | +1,94 % |

## Politique
| Nom               | Parti politique | Date de l'élection | Fin du mandat |
| ----------------- | --------------- | ------------------ | ------------- |
| Valentín Vasilňák | SNS             | 02.12.2006         | ?             |
| Andrej Bihun      | SMER            | 21.06.2008         | Déc. 2010     |